# Trypauchenichthys
Trypauchenichthys és un gènere de peixos de la família dels gòbids i de l'ordre dels perciformes.

## Taxonomia
- Trypauchenichthys larsonae (Murdy, 2008)[2]
- Trypauchenichthys sumatrensis (Hardenberg, 1931)[3]
- Trypauchenichthys typus (Bleeker, 1860)[4][5][6][7][8][9][10]